# Matiaška
Matiaška es un municipio del distrito de Vranov nad Topľou en la región de Prešov, Eslovaquia, con una población estimada a final del año 2024 de 291 habitantes.
Se encuentra ubicado en el centro-sur de la región, cerca del río Topľa (cuenca hidrográfica del río Tisza) y de la frontera con la región de Košice.

## Demografía
| Año        | 1994 | 2004    | 2014    | 2024    |
| ---------- | ---- | ------- | ------- | ------- |
| Población  | 273  | 270     | 286     | 291     |
| Diferencia |      | −1,09 % | +5,92 % | +1,74 % |

| Año        | 2023 | 2024    |
| ---------- | ---- | ------- |
| Población  | 293  | 291     |
| Diferencia |      | −0,68 % |